# 動物賣淫

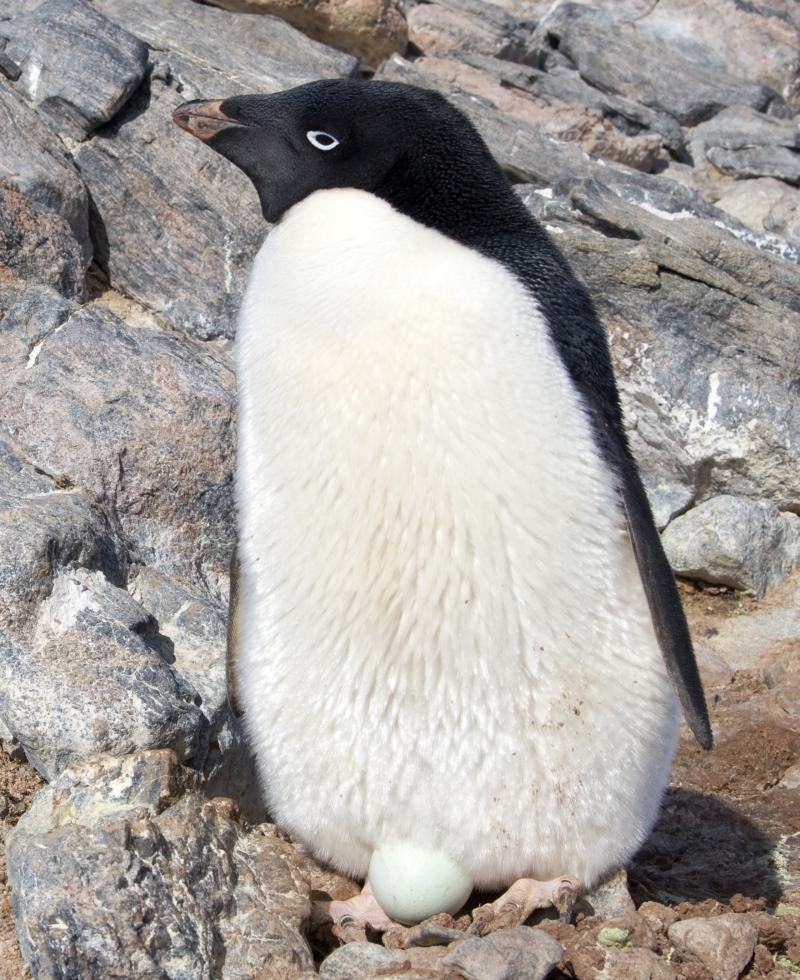
阿德利企鵝是少數被發現會進行性交易的動物。

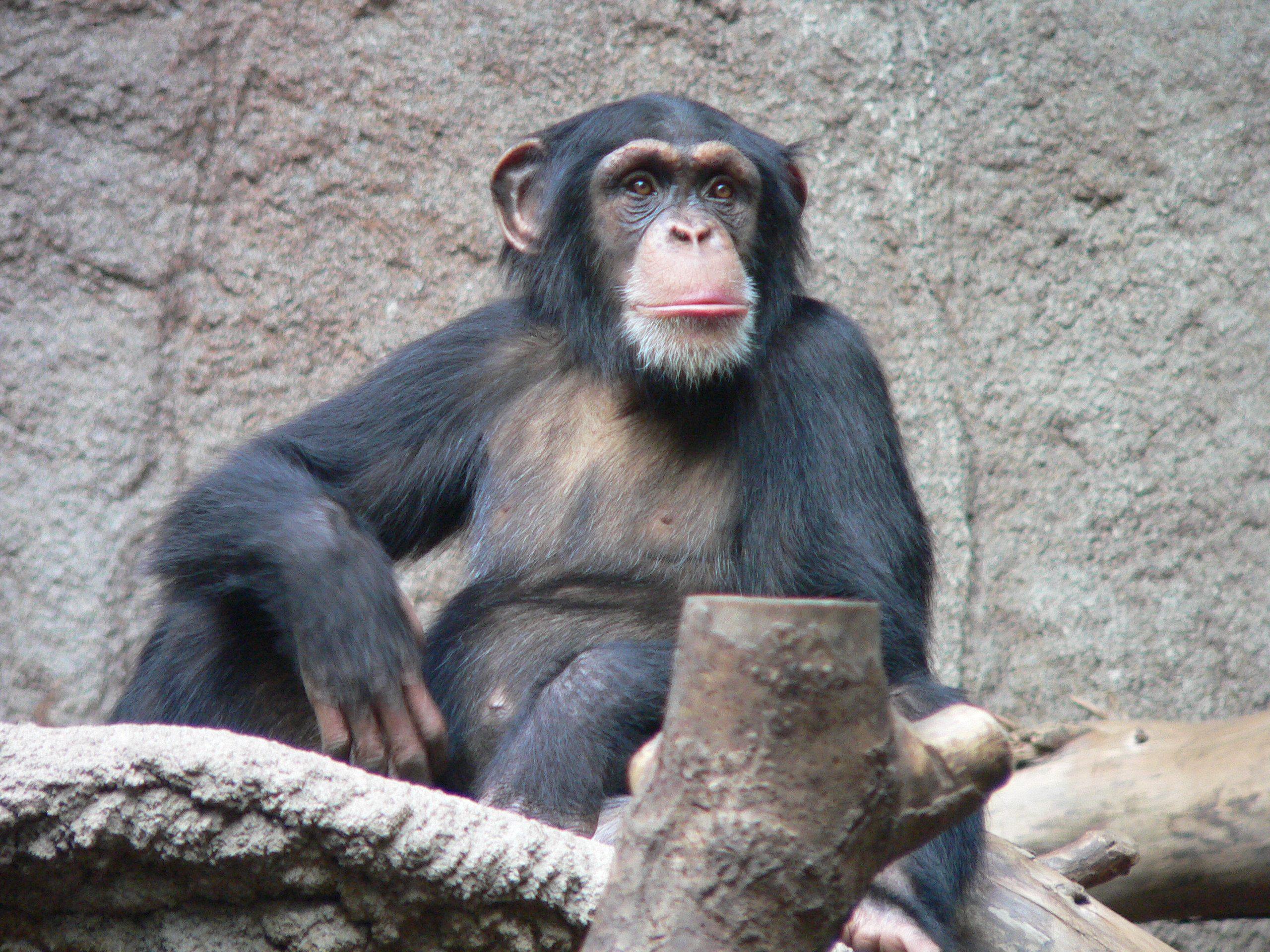
雌性黑猩猩屬會為求取得糧食而出賣肉體。

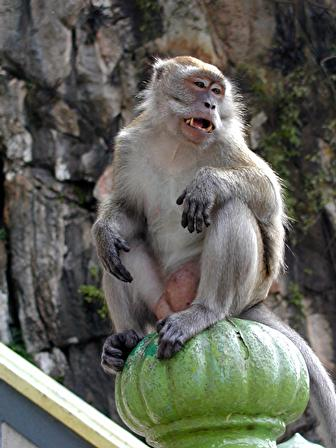
雄性食蟹獼猴會為求梳理毛髮而向雌性同類交配。

動物賣淫是指人類以外的動物為換取食物或者巢穴材料等原因而向同類異性出賣肉體的行為，人類目前對於這方面暂时沒有詳細的認識和研究。目前，生物學家已知阿德利企鵝、黑猩猩屬和食蟹獼猴有賣淫行為。

## 阿德利企鵝
動物賣淫首發現於1998年。當時，劍橋大學研究員Fiona Hunter和紐西蘭奧塔哥大學的Lloyd Davis用5年時間在南極洲羅斯島觀察企鵝的交配行為。研究指雌性的阿德利企鵝會因採集卵石離開其雄性伴侶，並會向無伴侶的雄性同類求愛，以取得島上奇缺的卵石來築巢，而在完成交易後，這些雌性企鵝則會離開，並返回其伴侶身邊。
除了為取得卵石外，Hunter還相信雌性企鵝出賣肉體是為在現有配偶死後謀定合適的配偶選擇。至於雄性企鵝為何會接受她們的求愛，Hunter認為這只是為滿足性需求而已。不過，Hunter也補充出賣肉體的阿德利企鵝只佔群落中的極少數，比例大概為「幾個百分点」。

## 黑猩猩屬
德國的馬克斯·普朗克進化人類學研究所（Max Planck Institute for Evolutionary Anthropology）的研究員根據早期人類中男性獵人擁有最多性伴侶，以及在科特迪瓦塔伊國家公園观察黑猩猩时发现雌性會為換取肉食而向雄性交配，推測出這种行為在野生黑猩猩的社會中很常見，而且早已成根深蒂固>。

## 食蟹獼猴
食蟹獼猴是一種居於東南亞的猴類，動物行為學者Michael D. Gumert發現這類雄性猴子會為梳理毛髮以向雌性同類出賣肉體。然而，雌性獼猴並不需為梳理毛髮而與雄性交配，故可推論食蟹獼猴是以雌性主導的動物。

## 資料來源
1. ↑  . National Wildlife Federation.   [2025-02-01]. （原始内容存档于2017-05-12）.
2. 1 2  . The Independent.   [2025-02-01]. （原始内容存档于2021-01-07） （英国英语）.
3. 1 2 3 4  . BBC NEWS.   [2025-02-01]. （原始内容存档于2017-08-06）.
4. ↑  . The Cambridge Student Newspaper.   [2025-02-01]. （原始内容存档于2011-09-07）.
5. ↑  Hunter, F. M.; Davis, L. S. . The Auk. 1998-04-01, 115 (2): 526-528. ISSN 1938-4254. doi:10.2307/4089218.
6. 1 2  Gumert, Michael D. . Animal Behaviour. 2007-12-01, 74 (6): 1655  [2025-02-01]. ISSN 0003-3472. doi:10.1016/j.anbehav.2007.03.009. （原始内容存档于2025-02-07）.